# Federico Euro Roman
Federico Euro Roman (ur. 29 lipca 1952 w Trieście) – włoski jeździec sportowy. Dwukrotny medalista olimpijski z Moskwy.
Specjalizował się we Wszechstronnym Konkursie Konia Wierzchowego. Na igrzyskach debiutował w 1976 w Montrealu (9. miejsce indywidualnie, 4. w drużynie). Cztery lata później triumfował w konkursie indywidualnym, w drużynie zajął drugie miejsce. Jednym z jego partnerów był młodszy brat Mauro. W igrzyskach tych udziału nie brali jeźdźcy z niektórych krajów Zachodu, należący do światowej czołówki. Ostatni raz w olimpiadzie brał udział w Barcelonie w 1992.

## Starty olimpijskie (medale)
Moskwa 1980
- WKKW, konkurs indywidualny (na koniu Rossinan) –  złoto
- WKKW, konkurs drużynowy (Rossinan) –  srebro